# Can You Keep a Secret?
Cet article concerne le single d'Hikaru Utada. Pour la comédie romantique américaine, voir Can You Keep a Secret? (film).
Singles de Hikaru Utada
For You (...)
(2000) Final Distance
(2001)
Can You Keep a Secret? (écrit : Can You Keep A Secret?) est le septième single d'Hikaru Utada (sous ce nom), commercialisé en 2001.

## Présentation
Le single est commercialisé le 16 février 2001 au Japon au label EMI Music Japan, sept mois après le précédent single de la chanteuse intitulé For You / Time Limit. Il atteint la 1re place du classement des ventes de l'Oricon et reste classé pendant 11 semaines, se vendant à 1 485 000 exemplaires, ce qui en fait le troisième single le plus vendu d'Hikaru Utada après Addicted to You et Wait & See ~Risk~ ; c'est son dernier single à se vendre à plus d'un million d'exemplaires.
La chanson-titre a été utilisée comme générique du drama japonais Hero ; elle figurera sur l'album Distance qui sort le mois suivant, ainsi que sur la compilation Utada Hikaru Single Collection Vol.1 de 2004.
La chanson en « face B », Kettobase!, figurera aussi sur l'album. Le single contient aussi la version instrumentale de la chanson-titre.

## Titres
Toutes les chansons sont écrites et composées par Hikaru Utada.
| 1. | Can You Keep a Secret? (Can You Keep A Secret?) | Akira Nishihira               | 5:08 |
| 2. | Kettobase! (蹴っ飛ばせ!)                        | Akira Nishihira, Hikaru Utada | 4:31 |
| 3. | Can You Keep a Secret? (Original Karaoke)       | Akira Nishihira               | 5:07 |